# Poranthera alpina
Poranthera alpina är en emblikaväxtart som beskrevs av Thomas Frederic Cheeseman och Joseph Dalton Hooker. Poranthera alpina ingår i släktet Poranthera och familjen emblikaväxter. Inga underarter finns listade i Catalogue of Life.